# Elżbieta Rogala-Kończak
Elżbieta Jolanta Rogala-Kończak (ur. 19 listopada 1952 w Gdańsku, zm. 23 lutego 2024) – polska działaczka samorządowa, inżynier, w latach 2002–2014 burmistrz Rumi, startująca z ramienia lokalnych komitetów.

## Życiorys
Ukończyła I Liceum Ogólnokształcące im. Mikołaja Kopernika w Gdańsku, następnie studia z zakresu elektroniki na Politechnice Gdańskiej. Pracowała w wałbrzyskich zakładach radiowych Diora, następnie jako programistka na macierzystej uczelni. Prowadziła własną działalność gospodarczą, była też zatrudniona m.in. jako inspektor w Zakładzie Ubezpieczeń Społecznych i menedżer w funduszu leasingowym.
Była działaczką Unii Wolności. W wyborach w 2001 bezskutecznie ubiegała się o mandat poselski z listy tej partii. W pierwszych bezpośrednich wyborach w 2002 została wybrana na burmistrza Rumi, pokonując ubiegającego się o reelekcję Jana Klawitera. Utrzymała to stanowisko także w wyborach w 2006. W wyborach w 2010 zapewniła sobie wybór na trzecią kadencję, kandydując z poparciem PO i po raz pierwszy wygrywając w pierwszej turze. W wyborach w 2014 w drugiej turze, zdobywając 34,7% głosów, przegrała z Michałem Pasiecznym z PO.
Elżbieta Rogala-Kończak była mężatką, miała dwóch synów. W 2004 została odznaczona Złotym Krzyżem Zasługi.